# Бежаничко побрђе
Бежаничко побрђе (рус. Бежа́ницкая возвышенность) моренско је узвишење у виду побрђа у јужном делу Псковске области на западу европског дела Руске Федерације. Побрђе је смештено у међуречју Великаје и Ловата и представља развође између слива Нарве на западу и Неве на истоку. Побрђе је са три стране окружено низијама, на северу је Соротска, западу Псковска и на истоку Прииљмењска низија. На југу постепено прелази у Вјаземско побрђе.
Подручје има овалну форму издужену у смеру југоисток-северозапад у дужини од 86 километара, док је ширина у распону од 35 до 45 километара. Цело подручје обухвата територију површине од око 4.126 км². Највиша тачка је брдо Липницкаја са надморском висином од 339,1 метара, што је уједно и највиша тачка целе Псковске области.
Административно, подручје Бежаничког побрђа подељено је између Бежаничког, Новосокољничког, Локњанског, Пушкиногорског, Опочки и Новоржевског рејона.
На подручју Бежаничког побрђа свој ток започињу реке Великаја, Алоља, Локња, Ушча, Сорот са Љстом и друге. Ту се налази око 500 језера ледничког порекла, а ујезерене површине чине око 6% укупне површине побрђа.

## Видети
- Псковска област